# Herb powiatu bielskiego (województwo śląskie)
Herb powiatu bielskiego – jeden z symboli powiatu bielskiego, ustanowiony 31 marca 2011.

## Wygląd i symbolika
Herb przedstawia na tarczy dwudzielnej w słup w polu prawym błękitnym połuorzeł złoty, w polu lewym czerwonym połuorzeł biały o złotym dziobie i szponach z takąż przepaską zakończoną trójliściem przez skrzydło. Na głowach połuorłów wspólna korona złota, ogony spięte takimż pierścieniem.
Złoty orzeł w błękitnym polu symbolizuje Śląsk - jest to herb księstwa cieszyńskiego, natomiast biały orzeł ze złotą przepaską ziemię krakowską. Przedstawiono w ten sposób obie historyczne ziemie wchodzące obecnie w skład powiatu.